# Kostra ptáků

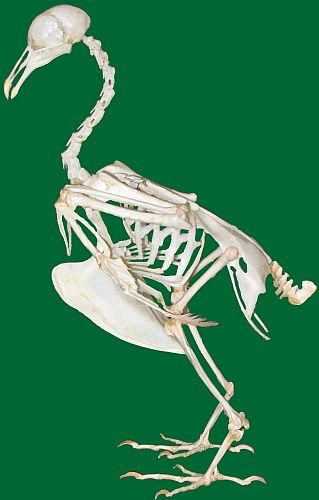
Kostra holubice

Kostra, skelet (skeleton) ptáků se vyznačuje pevností a lehkostí, její hmotnost tvoří asi 1/10 hmotnosti ptáka. Pevnosti se dosahuje srůstem četných kostí na lebce, hrudní a křížové oblasti a na končetinách. Lehkost je zajištěna vymizením zbytečných prvků (ocasní část páteře) a dřeně četných kostí, jež jsou pak duté (pneumatizované). Vzájemná komunikace kostí se vzdušnými vaky umožňuje přechod zánětlivých procesů z kostí (např. osteomyelitidy při frakturách) do vzdušných vaků a naopak (aspergilóza). Na rozdíl od savců, kde zbytky původního chrupavčitého skeletu zůstávají místy zachovány, jsou chrupavky v těle ptáků (až na malé výjimky) záhy nahrazovány kostmi. Kosti ptáků začínají kostnatět již za embryonálního života; na rozdíl od kostí savců obsahují vyšší procento vápenatých solí, takže jsou tvrdší, ale tím i křehčí.

## Zobák
Čelisti jsou bez zubů a jsou přeměny v rohovitý pokožkový útvar – zobák (rostrum). Jeho podkladem jsou kosti horní a dolní čelisti, obě vzhledem k lebce pohyblivé. Zobák má tvar odpovídající způsobu výživy ptáka; u masožravých jsou hrany zobáku ostré a svírají se jako ramena nůžek, kdežto u většiny býložravých jsou hrany tupé a mohou se mezi nimi drtit i semena a plody. Na konci horní části zobáku bývá rohovitá destička (nehet).

## Lebka
Lebka ptáků je v zásadě plazího typu, liší se však zvětšením mozkovny a očnic a redukcí některých kostí. Čichová krajina je oddělena od mozkovny velkou meziočnicovou přepážkou (septum interorbitale) jako u plazů. Většina hlavových kostí je pneumatizována. Lebeční kosti v dospělosti srůstají v nedílný celek, takže švy nejsou patrné. Na vypouklé dorzální straně kosti čelní se u některých hrabavých ptáků objevují kostní výrůstky. U perliček je to kuželovitý, ze stran zploštělý výběžek vyplněný spongiózou. U kachen a hus je v místech spojení kostí nosních a čelních zřetelná nepárová jamka, v níž je uložena nosní žláza. Kostní podklad jazyka u ptáků tvoří jazylka (apparatus hyobranchialis s. hyoideus). Týlní krajina se napojuje na páteř pouze jedním týlním kloubem na 1. obratel páteře (atlas).

## Obratle
Obratle, pokud nejsou srostlé, jsou spojeny chrupavčitě meziobratlovými destičkami. Krčních obratlů (vertebrae cervicales) je proměnlivý počet (10–26). Stavba kostry ptačího krku je modulární a umožňuje tak extrémní flexi a pohyblivost. U hrabavých (kur, krůta, perlička) je 14, u kachen 14–15, u husy 17–18 a u holuba 12–13 krčních obratlů. Krk je velmi pohyblivý. Hrudních obratlů (vertebrae thoracicae) je 3–10 (u kura a holuba 7, u husy a kachny 9). Jsou vzájemně málo pohyblivé a někdy (např. u kurů a holubů) z nich 2–5 úplně srůstá v tzv. notarium (os dorsale) a jen 1 nebo 2 zůstávají volné. Dalších 11–23 obratlů (poslední hrudní, všechny bederní a křížové a 1–2 ocasní obratle) srůstá v mohutnou kost bedrokřížovou (os pelvicum), která se u ptáků nazývá synsacrum a je pevně srostlá s pánví. Zbývajících 5–8 plochých ocasních obratlů (u kura 5, u vrubozubých 6) jsou v kraniální části volné; několik posledních obratlů (4–6) srůstá v plochou, svisle postavenou kost, tzv. kostrč (pygostylus), o niž se opírají rýdovací pera.
Páteř létajících ptáků prošla v průběhu evoluční transformace pro přizpůsobení k letu dramatickými a rychlými strukturálními změnami.

## Žebra
Hrudních žeber je 3–9 párů a jsou pohyblivě spojena s kostí prsní. Každé žebro má dvě navzájem pohyblivě spojené části (hrudní a obratlovou – costa sternalis a costa vertebralis), skloněné k sobě pod úhlem otevřeným dopředu, což umožňuje měchovitý (dorzoventrální) pohyb hrudníku. Obratlové části žeber mají dozadu po jednom háčkovitém výběžku (processus uncinatus), kterým se na sebe navzájem napojují, a tak zpevňují hrudní koš. U kura, krocana a perličky je vyvinuto 7 párů žeber, z nichž první dva jsou neúplné. U husy a kachny je vyvinuto 9 párů žeber, z nichž první jeden nebo i dva páry bývají neúplné. Hrudnímu koši dominuje mohutná hrudní kost (sternum), která dovnitř tvoří misku, v níž leží srdce, játra a žaludek a směrem ven vybíhá vysoký hřeben (carina s. crista sterni). Stavba kosti hrudní je charakteristická pro jednotlivé řády ptáků.

## Kost hrudní
Kýl kosti hrudní slouží k odstupu nejmohutnějších létacích svalů. Směrem kraniálním vystupuje z předního okraje hrudní kosti hrudní trn (rostrum sterni), který je jednotný nebo může být rozdělen. Laterálně od něho leží podlouhlá kloubní jamka pro zobcovitou kost. Při jejím laterálním konci pak vystupuje kraniolaterální výběžek (proc. craniolateralis). Po stranách kosti hrudní jsou jamky pro skloubení s hrudními úseky žeber. U vrubozubých je deska hrudní kosti celistvější, pouze v zadní části je proděravěna na každé straně prostorným oválným hrudním okénkem (fenestra sterni).

## Přední končetina
Kostra končetin je u ptáků silně modifikována. Přední končetina je uzpůsobena k letu a spolu s peřím tvoří křídlo. Lopatkové pásmo tvoří tři párové kosti: lopatka (scapula), která má charakteristický šavlovitý tvar, silná kost krkavčí (coracoideum), pevně spojující pásmo s hrudní kostí, a klíční kost (clavicula). Většina ptáků má klíční kosti na distálním konci srostlé v charakteristickou vidlici (furcula). Proximální část křídla je celkem nezměněna – tvoří ji kost pažní (humerus), silná kost loketní (ulna) a tenká kost vřetenní (radius). U současných ptačích druhů je patrná výrazná morfologická disparita (tvarová různorodost) kosti pažní. V distální části křídla došlo ke změnám v důsledku srůstů a zkrácení některých kostí. Z původně většího počtu kostí zápěstních zůstávají po ukončení osifikace pouze dvě drobné kůstky – os carpi radiale, což je jediný volný karpální element, a os carpi ulnare, což je přeměněný metakarpus 5. prstu. Následuje záprstí, u ptáků nazývané carpometacarpus, které tvoří dvě prodloužené a na obou koncích vzájemně srůstající kůstky záprstní, takže vytvářejí záprstní štěrbinu (fissura metacarpalis). Třetí kost záprstní je zakrnělá. Na křídlech ptáků se vyvíjejí pouze tři prsty a jen jeden prst má dva články, ostatní prsty mají po jednom článku.

## Zadní končetina
Proximální část volné zadní končetiny tvoří silná a krátká kost stehenní (femur), zakončená kolenním kloubem. Zde se připojuje specifická ptačí holeň, tibiotarsus, což je dlouhá kost vzniklá srůstem holenní kosti a dvou proximálních tarzálních kůstek. Redukovaná lýtková kost (fibula) může být jako tenká krátká tyčinka připojena k tibiotarzu. Další silnou kostí je běhák (tarsometatarsus), vzniklý srůstem distálních tarzálních a všech metatarzálních kůstek kromě metatarzu 1. prstu. Kloub mezi tibiotarzem a tarzometatarzem je jednoduchý intertarzální kloub, nikoliv patní kloub (někdy se také označuje jako hlezno nebo hleznový kloub). Distální oddíl běháku tvoří 4 prsty; pátý prst (malíček) vymizel. První prst (palec) je zpravidla postaven proti ostatním třem prstům; napojen na rudiment 1. metatarzu směřuje dozadu a má 2 články prstů, ostatní tři prsty směřují dopředu. Počítáno od vnitřní strany, má 2. prst tři články, 3. prst čtyři články, a konečně 4. prst (vnější) má pět článků. Celkový počet prstů může být redukován, např. až na dva (u pštrosů). Ptačí nohu (pes) tvoří distální část končetiny bez bérce a stehna.
Běhák, prsty a někdy i část nad intertarzálním kloubem jsou pokryty rohovitými šupinami různého tvaru. Poslední články prstů jsou přeměněny v kost drápovou, s různě upravenými drápy. Tvar zadních končetin ptáků odpovídá způsobu života, pohybu a získávání potravy. Druhy hledající potravu v půdě mají silné nohy uzpůsobené k hrabání. U vodních ptáků jsou prsty spojeny plovací blánou. Palec se často nedotýká půdy, někdy zakrněl nebo zcela vymizel.

## Pánev
Pásmo zadních končetin je na břišní straně volné (stydké kosti se navzájem nedotýkají, takže pánev je směrem ventrálním otevřená), což umožňuje ptákům snášet relativně velká vejce. Kosti pánevní, které u ptáků srůstají v kost pánevní (pelvis), se ve velkém rozsahu spojují se synsakrem, s nímž vytvářejí nepohyblivý celek. Kost kyčelní (ilium) je tvořena plochou, daleko dopředu sahající protáhlou kostí, kterou jamka kyčelního kloubu (acetabulum) rozděluje na část preacetabulární (pars preacetabularis ilii) a část postacetabulární (pars postacetabularis ilii). Kost sedací (ischium) vytváří za acetabulem trojúhelníkovitou výplň mezi kostí kyčelní a stydkou a je v ní druhově různě veliký sedací otvor (foramen illioischiadicum). Kost stydká (pubis) je u ptáků představována úzkou, dlouhou a kaudálně volně protáhnutou kostní lištou, která s kostí sedací vytváří kraniálně ucpaný otvor (foramen obturatum) a kaudálně podlouhlý otvor (fenestra ischiopubica).
Na tvorbě acetabula se účastní všechny tři pánevní kosti. Na rozdíl od savců je dno acetabula proděravěno širokým otvorem.